# Plaça Major (Valladolid)
La Plaça Major de Valladolid està situada en el centre de la ciutat de Valladolid a pocs metres d'altres monuments significatius com l'Església de San Benito el Real o l'Església de Santa Maria l'Antiga.
Presidida pel monument al repoblador de la ciutat, el Comte Ansúrez, la Plaça Major constitueix el principal espai de trobada dels val·lisoletans.

## Història
A mitjan segle xi, Valladolid era un petit llogaret agrícola envoltat per una tanca defensiva. L'espai que ocupa la plaça Major i els seus voltants es trobava fora d'aquesta primera muralla, prop de la porta coneguda com a portella del Blat (en espanyol, postigo del Trigo), per on els mercaders entraven a la vila amb els aliments.
Quan el comte Pedro Ansúrez va obtenir el senyoriu de la vila en 1072, va fer construir un palau per a ell i la seva esposa donya Eylo Alfonso i les esglésies de Santa Maria la Major i de Santa María l'Antiga i es va instal·lar el concejo. La plaça de Santa Maria, era doncs el centre de la incipient urbs. Per la seva banda, al descampat on avui es troba la plaça es van anar construint diverses edificacions.
L'existència de la plaça Major en l'actual emplaçament va començar a definir-se a mitjan segle xiii quan el mercat es va desplaçar des de la Plaça de Santa Maria a la Plaça del Mercat, que des de començaments de la XVI es va anomenar Plaça Major. Els diferents gremis es van anar instal·lant al seu voltant, i va ser el Convent de Sant Francesc, fins a 1499, l'edifici més important dels voltants. A partir d'aquesta data, per mandat dels Reis Catòlics, va ser la Casa del Municipi la qual va presidir la vida de la ciutat.

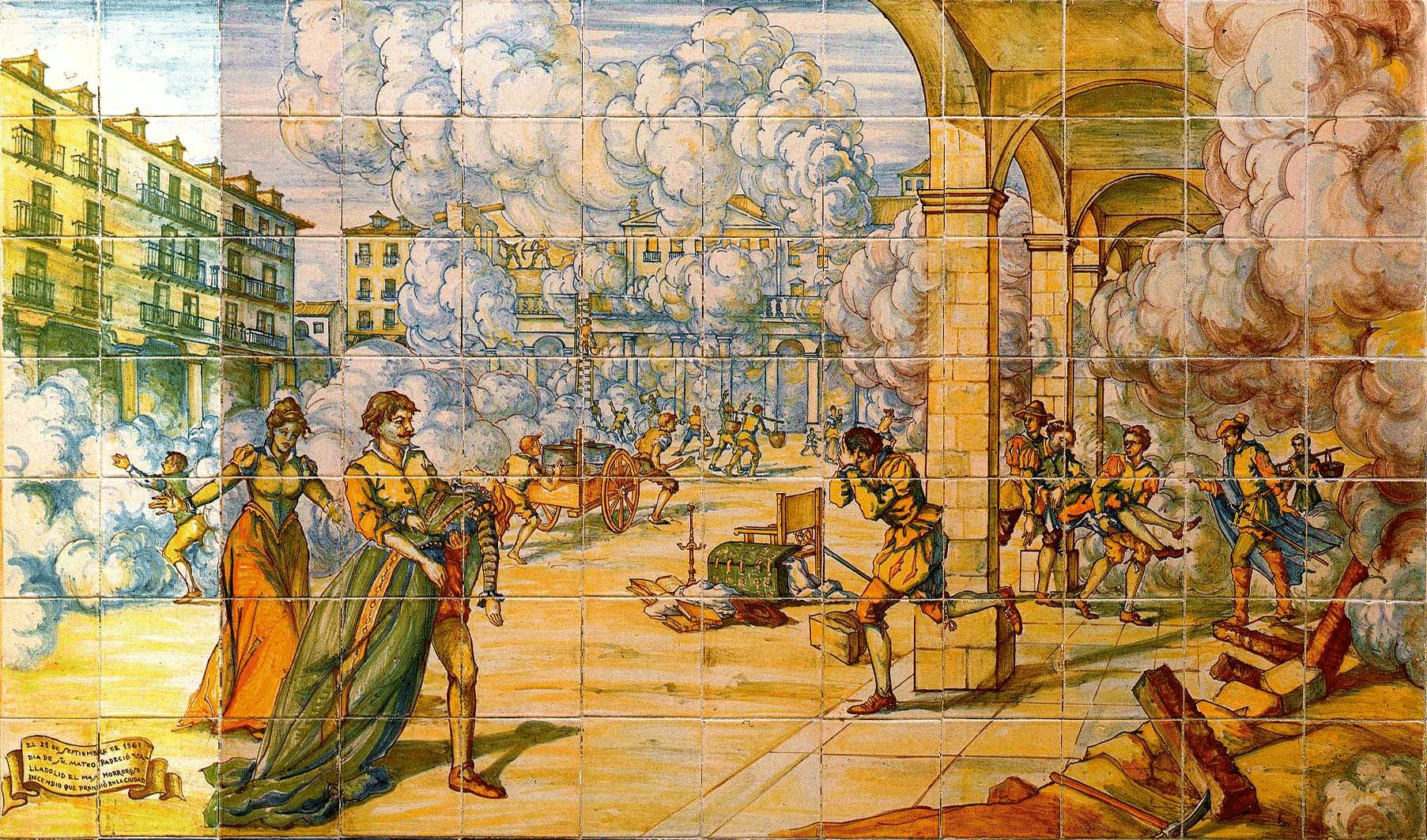
El gran incendi de 1561.

Després de la seva destrucció, a causa del greu incendi que va començar el 21 de setembre de 1561 i que fins al 23 de setembre va destruir almenys 440 cases de la ciutat, el concejo va iniciar, l'endemà de la finalització de l'incendi, les tasques de reconstrucció. Es va encarregar a Francisco de Salamanca la construcció de botigues provisionals a la mateixa plaça i es va reallotjar als afectats per l'incendi, utilitzant per a això cases prestades pels mateixos veïns.

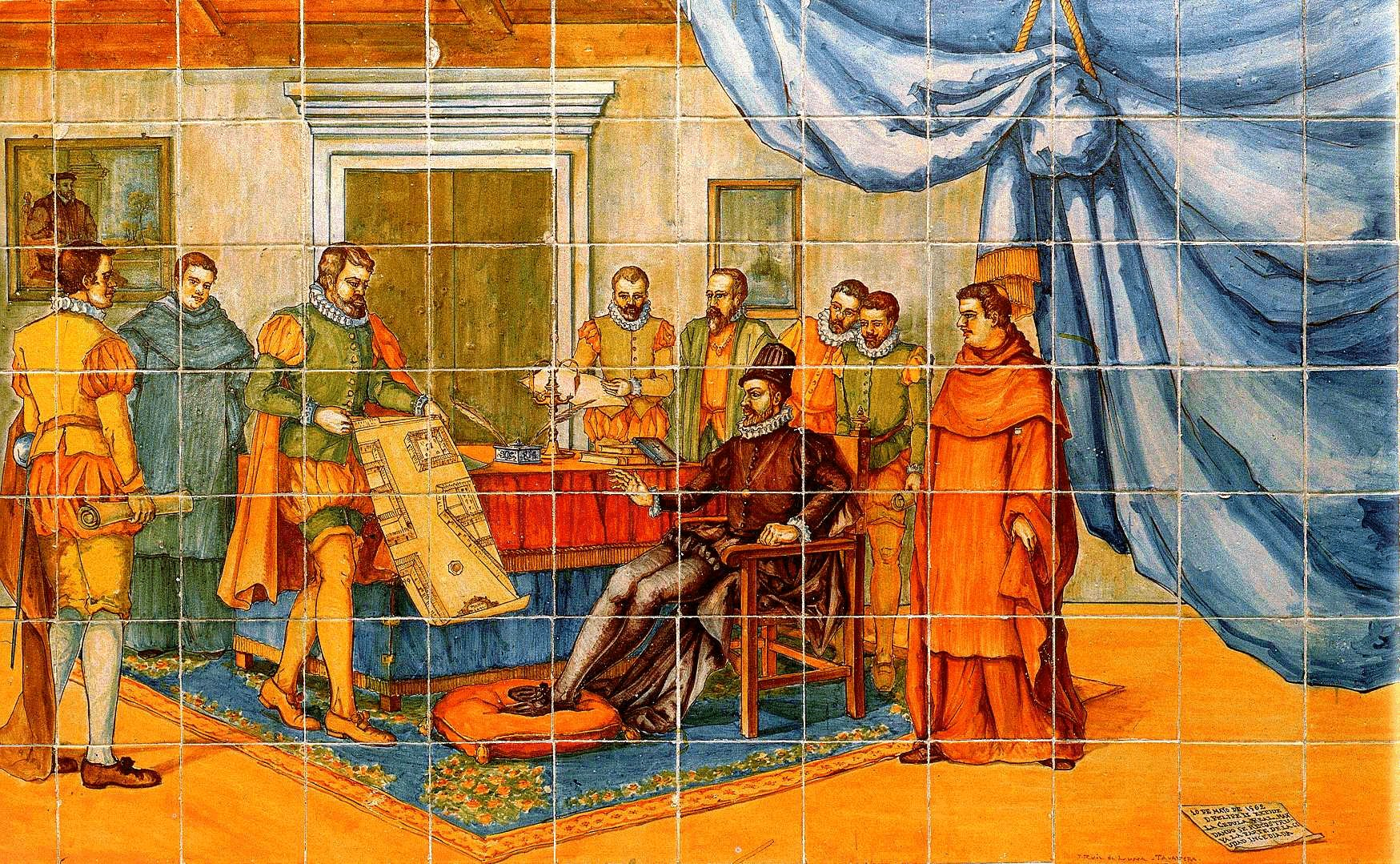
Felip II ordena la reconstrucció de la part incendiada.

El mateix 24 de setembre, el concejo va prendre la decisió de sol·licitar ajuda per a la reedificació de la zona afectada a Felip II. La sol·licitud va ser lliurada en mà al rei pel corregidor de la ciutat, Luis de Ossorio. El 25 de setembre, després d'una nova reunió del concejo, es va decidir encarregar a Francisco de Salamanca el projecte de reconstrucció de la zona i un estudi previ en el que s'estudiés la distribució de l'espai urbà anterior a l'incendi. En aquest estudi previ ja es plasma la idea d'una gran plaça on es construirien les cases del consistori i s'ubicarien de manera ordenada els diferents gremis, oficis i serveis.
Els dies 9 i 10 d'octubre, Felip II va expedir una Reial Cèdula per la qual sol·licita al concejo la realització d'un informe tècnic i en la qual es consignen una sèrie de premisses per dur a terme el projecte com són l'obligació d'un sistema de carrers rectilinis i una nova traça urbana.
Després d'una sèrie de contactes a tres bandes entre el concejo, Francisco de Salamanca i Felip II, l'arquitecte va presentar el projecte definitiu al monarca que va ser aprovat excepte certes modificacions menors.

## Fisonomia

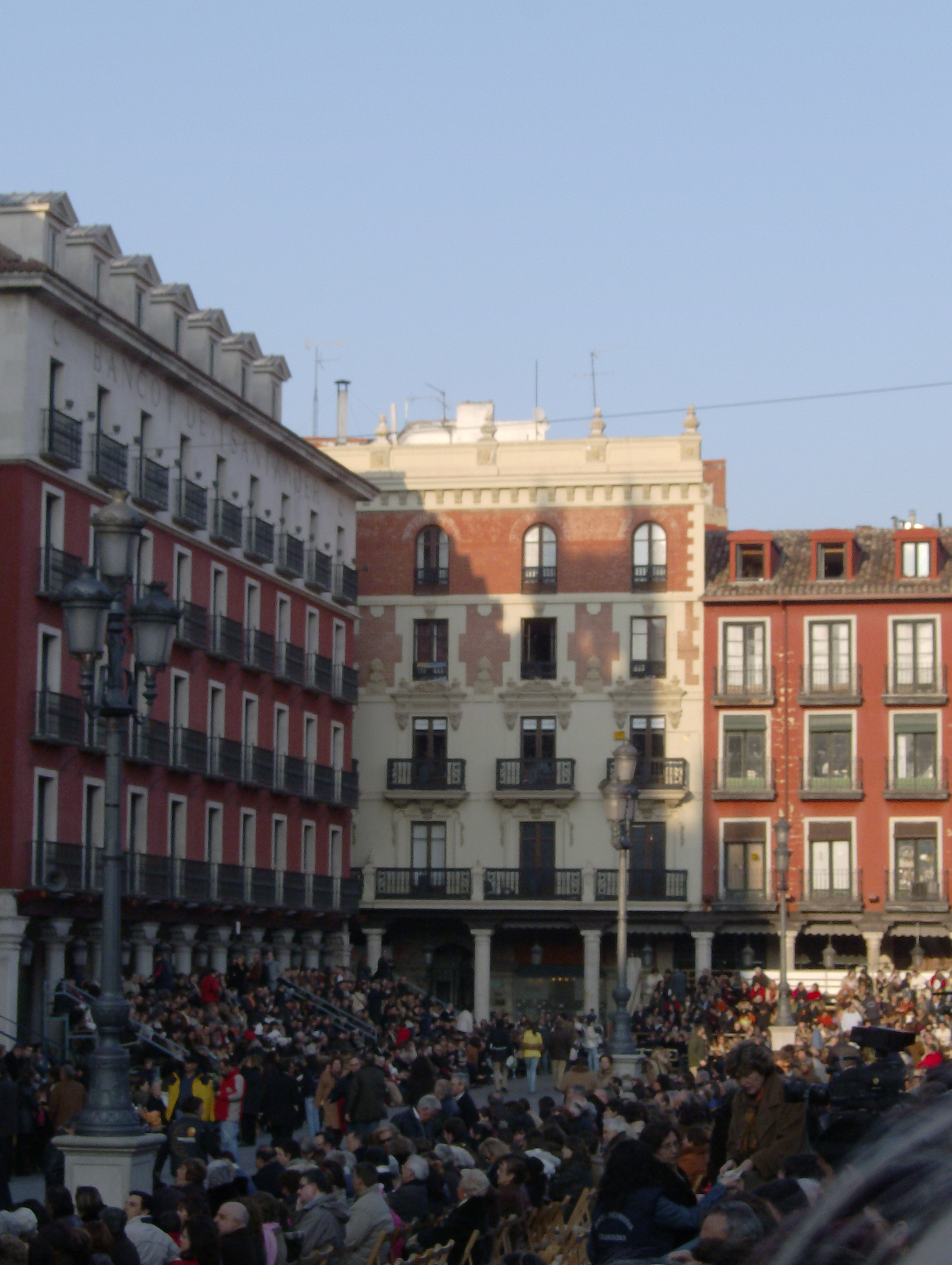
Lateral de la plaça, amb la graderia col·locada per al públic en la Processó General de la Sagrada Passió del Redemptor, a la tarda de Divendres Sant.

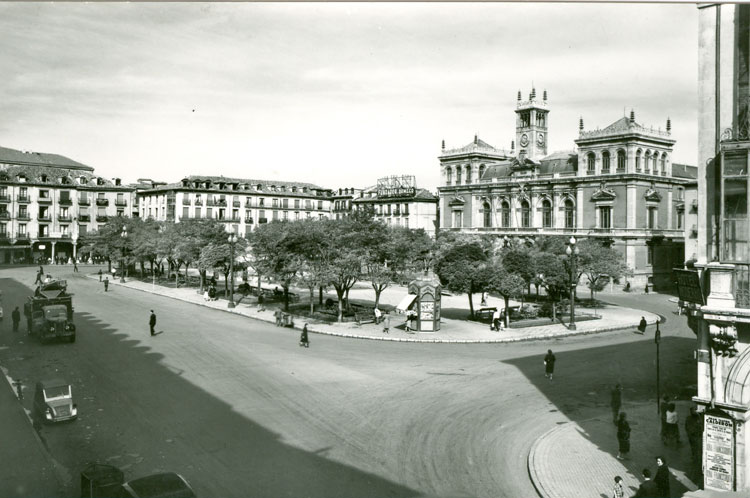
La plaça en els anys 40.

La plaça, una de les més grans d'Espanya, és de planta rectangular, amb unes dimensions de 400 peus de llarg (uns 122 m) per 266 d'ample (uns 81 m), de proporció sesquiàltera (proporció de 3 a 2). Està completament porticada i les seves porxades descansen sobre columnes o pilars quadrats de granit, sent de tipus obert, és a dir, els carrers desemboquen en ella sense cap obstacle ni pantalla. Està envoltada per petits carrers gremials que recorden el passat mercantil de l'entorn.

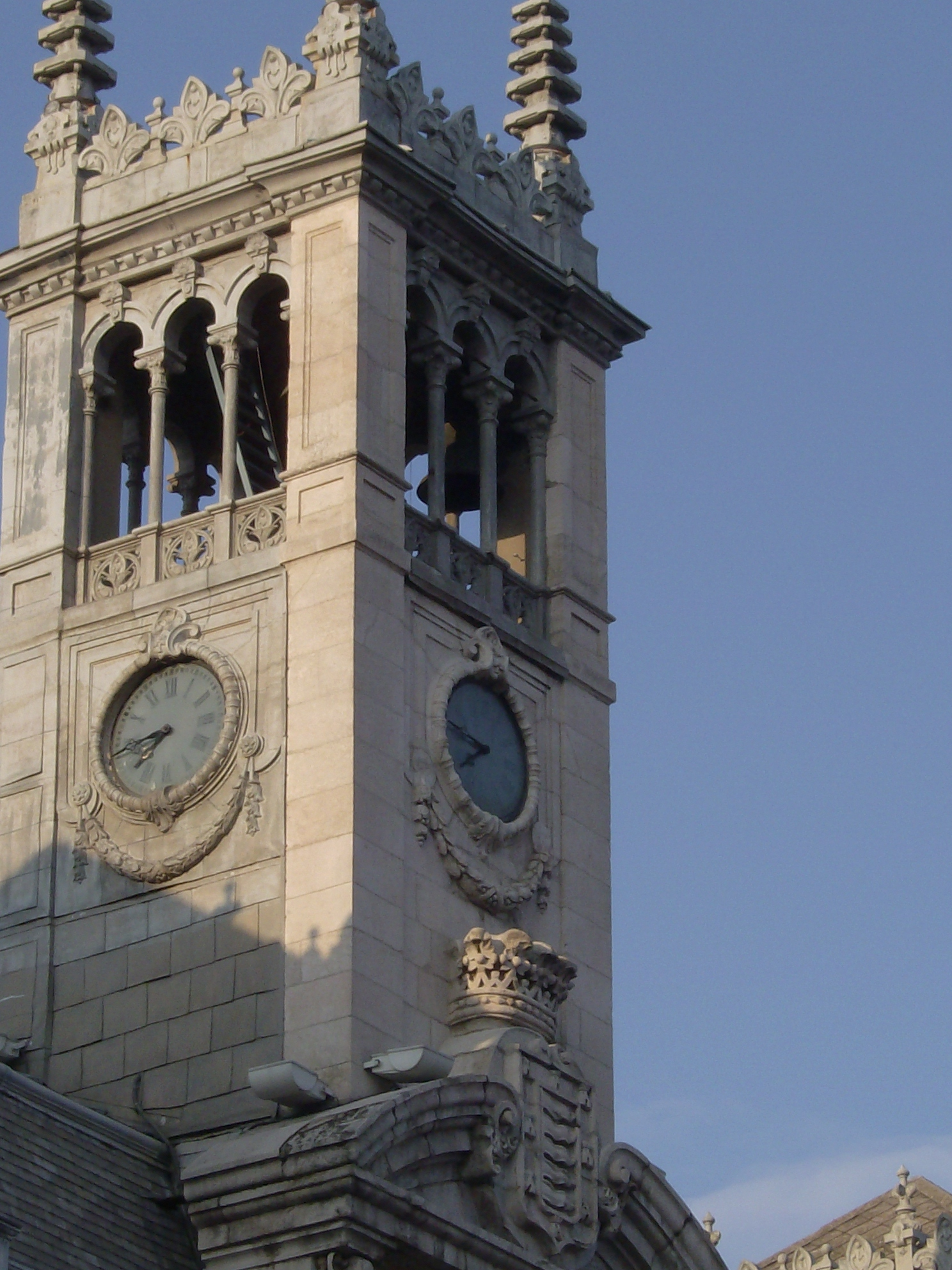
Torre del rellotge de la casa consistorial.

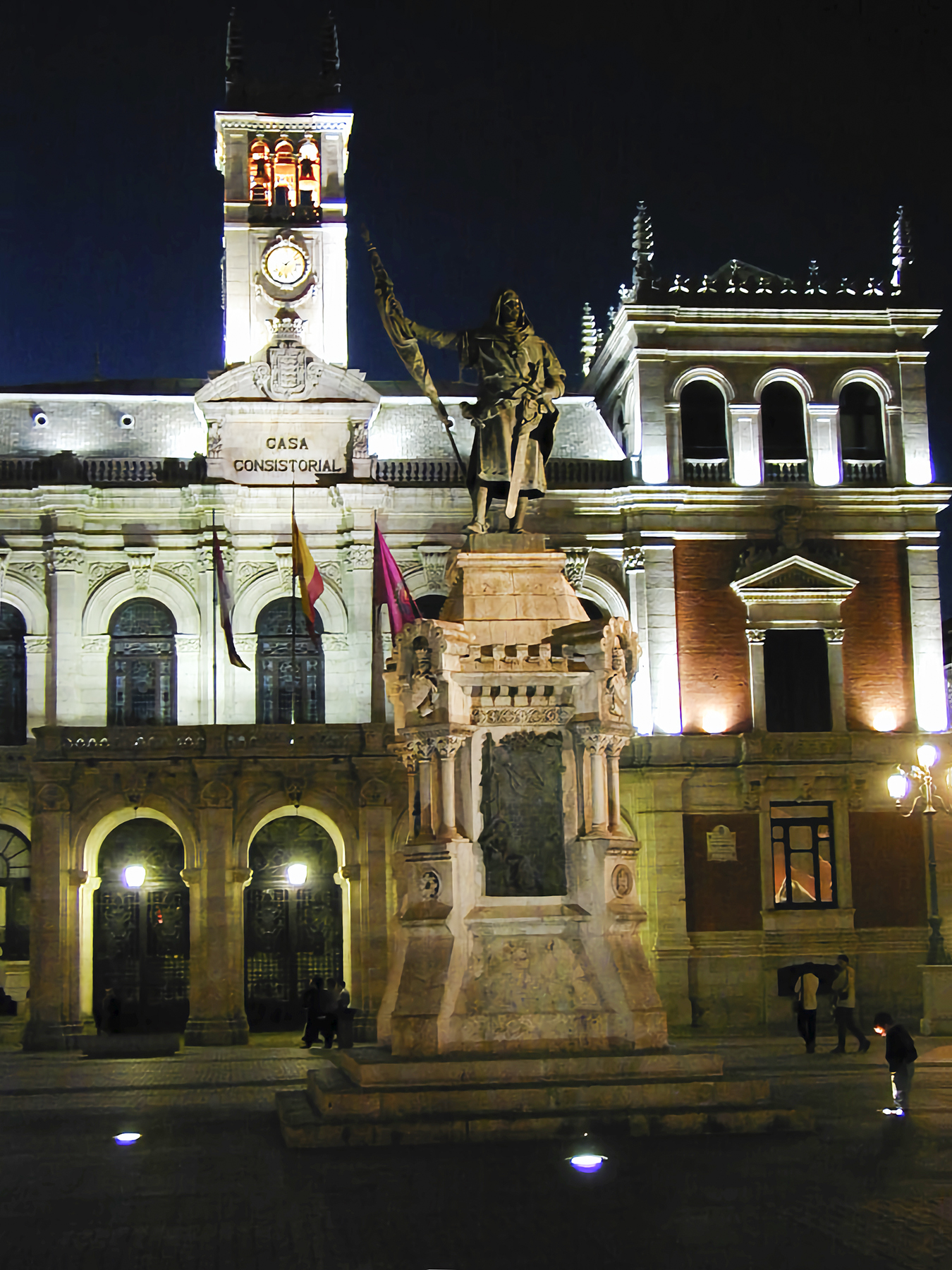
Monument al comte Pedro Ansúrez.

Tradicionalment els habitatges de la plaça van tenir una alçada de tres pisos, sent la distribució de buits jerarquitzada. La planta primera posseïa balconades, la segona ampits i la tercera finestres senzilles. Aquesta fisonomia original va ser canviant al llarg del temps fins a l'actual, en què tots els buits dels pisos tenen balcons.
En l'anomenada vorera de Sant Francesc es troba el Teatre Zorrilla, inaugurat el 1884. Se situa en el mateix lloc en què s'alcés part del desaparegut Convent de Sant Francesc, immens conjunt monàstic, demolit totalment entre 1835 i 1850 i que abastava tot l'espai comprès entre les actuals carrers de Santiago, Montero Calvo i Duc de la Victòria. L'actual carrer constitució se sobre la desapareguda església gòtica del monestir i el carrer Menéndez i Pelayo, sobre diverses dependències i les antigues hortes.
Actualment, s'ha intentat tornar a l'homogeneïtat original mitjançant certs mecanismes, com el pintar de vermell totes les façanes de les edificacions, cosa històrica i estèticament discutible.
Sota la plaça hi ha un pàrquing públic.
En el flanc nord del seu traçat rectangular, s'alça la Casa Consistorial seu de l'Ajuntament de Valladolid

### Monument al comte Pedro Ansúrez
Al centre de la plaça hi ha el Monument al comte Pedro Ansúrez, estàtua del repoblador de la ciutat, realitzada el 1903 per Aurelio Rodríguez-Vicente Carretero.
Es tracta d'un monument que consta d'un pedestal de base quadrangular que adopta forma piramidal al basament i en el suport de l'escultura, realitzat amb pedra de Campaspero, sobre el qual es troba l'escultura en bronze de Pedro Ansúrez.
L'estàtua del comte, que vesteix a la manera de l'època d'Alfons VI de Lleó, porta espasa i escut. El cos es troba inclinat lleugerament cap enrere amb la cama dreta avançada. A la mà esquerra subjecta enrotllat el document de fundació de la ciutat mentre que a la mà dreta subjecta el pendó de Castella.

## Usos

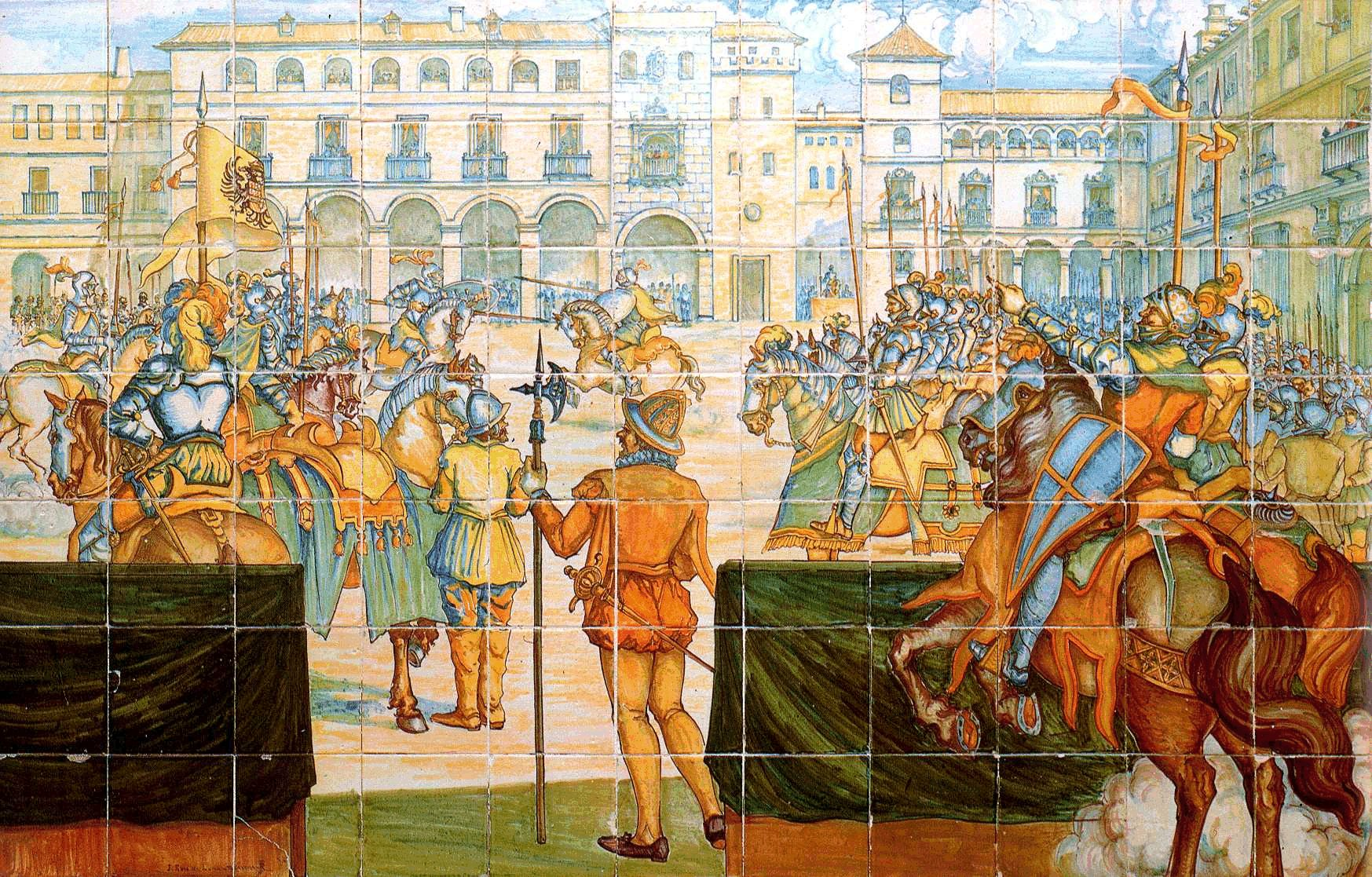
Celebració d'un torneig medieval a la Plaça Major.

Actualment la Plaça Major s'ha convertit en un lloc propici a la trobada i la convivència ciutadana en què es duen a terme diverses activitats culturals. En aquest sentit, durant la Fira i Festes de Nostra Senyora de Sant Llorenç es desenvolupen diversos concerts i altres activitats culturals. De la mateixa manera, durant les festes de Pere Regalado també acull actes del programa de festes. Així mateix, s'hi desenvolupa la Trobada Internacional de Mestres Escultors de Sorra durant els mesos de primavera.
És un dels espais on té lloc les actuacions del TAC (Festival de Teatre i Arts de carrer), que se celebra a finals de maig. Amb aquest festival es munten a la plaça dues grans graderies una amb un aforament 1500 persones i l'altre de 500 persones.
Durant la Setmana Santa de Valladolid discorren diverses processons i actes entre els quals destaquen el Sermó de les Set Paraules i la Processó General de la Sagrada Passió del Redemptor.
Des del punt de vista esportiu i com a punt de reunió dels val·lisoletans és el punt habitual de celebració per als èxits dels diversos equips esportius de la ciutat com el Reial Valladolid, l'Handbol Valladolid o el Club de Rugbi El Salvador. A més durant el mes de juliol acull un torneig de pàdel amb el qual es munta un espectacular camp en plena plaça.